# Jernurt-familien
Jernurt-familien (Verbenaceae) er udbredt i alle tropiske egne, dog mest i Amerika. Familien rummer 34 slægter og 1175 arter. Det er stauder, lianer, buske eller træer med modsatte og duftende, savtakkede blade. Blomsterne sidder i små aks eller hoveder. Her omtales kun de to slægter, som er repræsenteret ved arter, der dyrkes i Danmark, eller som er vildtvoksnede (naturaliserede) her.
| Slægter |

- Aloysia
- Dipyrena
- Duranta
- Glandularia
- Ildkrone (Lantana )
- Lippia
- Jernurt (Verbena)

NB. En række slægter er overført til Læbeblomst-familien efter de seneste, genetiske undersøgelser. 

## Note
1. ↑  Slægtsregistret her følger GRIN: Verbenaceae Arkiveret 24. september 2015 hos  Wayback Machine, som senest er opdateret den 12. april 2007 (engelsk)